# Адепт
Адепт (на латински: adeptus – достигнал) е посветен последовател на някое учение.
В различните култури и учения думата адепт има свой специфичен смисъл и съдържание, доколкото съществува различие в понятието „посветен“.
В индуизма, будизма, даоизма и други източни култури степента на посветеност визира разширение на съзнанието, при което посветеният достига информация от по-висши измерения, недостъпна за петте физически сетива, като съзнателната дейност на посветения обхваща нива извън конкретната физическа реалност. Според степента на осъзнаване се говори за седем степени на посветеност. В този смисъл адептът е напът да се освободи, или вече е освободен от цикъла на преражданията на Земята. Адептите вече са достигнали състояние да избират прераждане или съществувание на планета в по-висши светове, като могат да общуват с хората на ментални нива или в по-висшите сфери на астралния свят по време на сън или в състояние на самовглъбеност — молитва или медитация. Независимо от степента си на посветеност, всеки сам със своите действия определя посоката на собствено развитие. Според будисткото направление Хинаяна архатът като крайна цел на пътя е адепт освободил духа си посредством съвършеното познание, постигайки пълно угасване непосредствено след този живот. При Махаяна идеалът архат е заменен с бодхисатва, чийто стремеж е насочен към постигане на Буда-състояние без встъпване в пълна нирвана, докато не бъдат спасени всички същества. Неговите действия се определят от състраданието (каруна), породено от висшето прозрение и мъдрост (праджня). Докато при Хинаяна бодхисатва е историческия Буда Шакямуни в неговите предишни съществувания, описани в джатаките, в Махаяна представата за бодхисатва се свързва с бъдещи Буди отдавна съществуващи като бодхисатви - земни и трансцидентални. Земните бодхисатви са хора притежаващи състрадание и алтруизъм в стремежа си да достигнат Буда-състояние. Трансциденталните бодхисатви са осъществили парамитите и Буда-състояние, като са отложили встъпване в пълна нирвана. Те са притежатели на съвършена мъдрост и освободени от самсара. Явяват се в най-различни образи да водят съществата към освобождение. Най-важните трансцидентални бодхисатви са Авалокитешвара, Манджушри, Кшитигарбха, Махастхамапрапта, Самантабхадра.
В християнските традиции тези степени на посветеност са описани символично в Новия завет: Рождество, Кръщение, Преображение, Разпъване на кръст, Възкресение, Възнесение и Завръщане при Отца.
В светския смисъл на понятието адепт се влага представата за човек с изключителни качества и познания в дадена област на човешката дейност или силно убеден изследовател и привърженик на дадено учение. Употребява се още в смисъл на последовател, привърженик, сподвижник, партизанин, ученик, възпитаник.
През Средните векове в Европа адепти са лица, посветени в тайните на алхимията. Смятани са за същества с по-висша култура от човешката, които живеят на места, недостъпни за обикновения човек. Според окултизма много от събитията на Земята са направлявани от тях. Розенкройцерите били адепти от най-високата йерархия на окултистите.
През XIX век терминът активно се използва в теософията, окултизма, езотериката и при розенкрейцерите, като премината инициация или определена степен на йерархия, ниво на посветеност на човека в тайно знание.
Терминът се използва и в качеството на негативна оценка според някои учени, имайки характер на социална стигматизация („адепт на секта“) при отделни групи религиозни малцинства.

## Вътрешни препратки
1. ↑  адепт //  Речник на българския език (ibl.bas.bg).   Институт за български език. Посетен на 8 декември 2024.
2. ↑  Енциклопедичен речник на източната мъдрост, „Гуторанов“ 1996 г.
3. ↑  Кантеров И. Я. „Деструктивные, тоталитарные“ и далее везде (возникновение новых религиозных организаций)// Религия и право. Информационно-аналитический журнал. — М., 2002. — № 1. — С. 27-29